# Żyła szyjna wewnętrzna

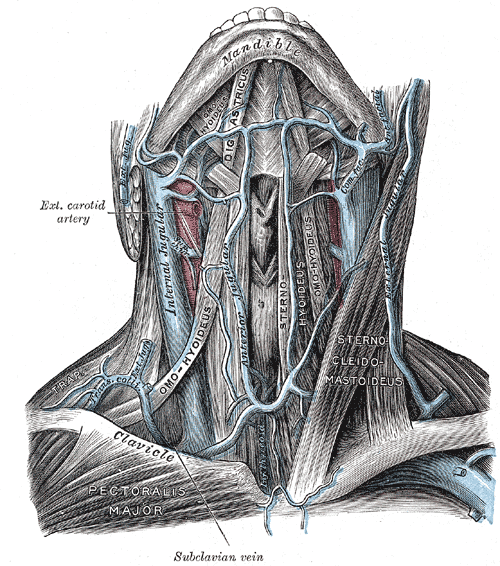
Żyły szyi — widok z przodu. Żyła szyjna wewnętrzna widoczna po obu stronach szyi zaznaczona po stronie lewej jako Internal Jugular

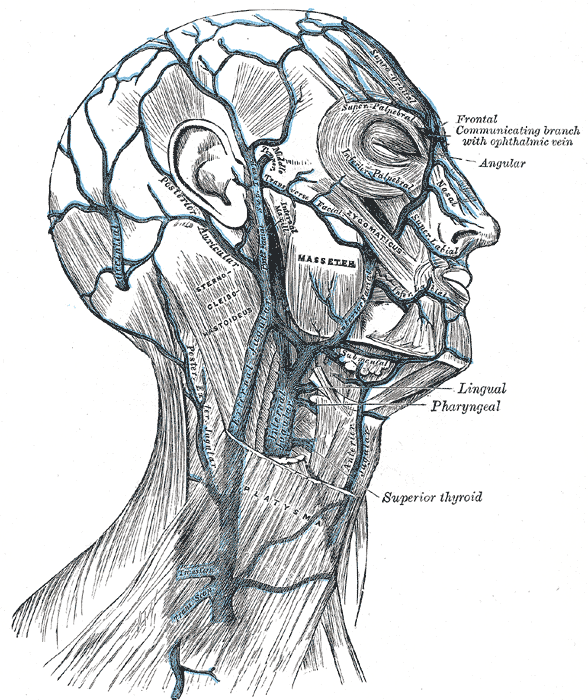
Żyły głowy i szyi. Żyła szyjna wewnętrzna widoczna w centralnej części rysunku pod żuchwą zaznaczona jako Internal Jugular

Żyła szyjna wewnętrzna (ang. internal jugular vein, łac. vena jugularis interna) – w anatomii człowieka duża parzysta żyła szyi. Jest głównym naczyniem żylnym odprowadzającym krew z twarzy, jamy czaszki i szyi. Żyła szyjna wewnętrzna powstaje na podstawie czaszki w bocznej części otworu szyjnego. Jej początek tworzy nieznaczne uwypuklenie zwane opuszką górną żyły szyjnej wewnętrznej (łac. bulbus superior venae jugularis).
Stanowi bezpośrednie przedłużenie zatoki esowatej. Następnie od opuszki górnej naczynie kieruje się ku dołowi, wchodząc do powrózka naczyniowo-nerwowego szyi, który otoczony jest łącznotkankową pochewką (łac. vagina carotica). W górnym odcinku szyi leży na tylno-bocznym brzegu tętnicy szyjnej wewnętrznej, a następnie układa się wzdłuż bocznego brzegu tętnicy szyjnej wspólnej. Żyła kończy się w dolnym odcinku szyi na wysokości stawu mostkowo-obojczykowego swoją opuszką dolną (łac. bulbus inferior venae jugularis), uchodząc do żyły podobojczykowej. Wspólnie z nią tworzy żyła ramienno-głowową. Na swoim przebiegu żyła jest przykryta przez mięsień mostkowo-obojczykowo-sutkowy, a do tyłu przylega ona do mięśni przedkręgowych.
Wzdłuż bocznego brzegu żyły szyjnej wewnętrznej na całej jej długości rozmieszczone są węzły chłonne głębokie szyi, w których najczęściej powstają przerzuty z nowotworów złośliwych narządów głowy i szyi.
Żyła szyjna wewnętrzna nie ma zastawek żylnych. Występują one tylko w obszarze opuszki dolnej i zapobiegają cofaniu się krwi w kierunku głowy.
Średnica żyły wynosząca średnio 8–12 mm zmienia się podczas faz cyklu oddychania. Podczas wdechu rozszerza się ona i może przesuwać się bardziej na stronę boczną; przy wydechu natomiast ściana częściowo się zapada, a żyła chowa się ku tyłowi za tętnicą szyjną. Po stronie prawej pień żyły szyjnej jest zwykle szerszy (podobnie jak zatoka esowata i otwór szyjny po stronie prawej).
Do pnia żyły szyjnej wewnętrznej od góry ku dołowi uchodzą:
- zatoka skalista dolna uchodzi jeszcze na podstawie czaszki w opuszce górnej,
- zatoka potyliczna,
- żyła kanalika ślimaka,
- splot żylny kanału nerwu podjęzykowego,
- żyła potyliczna,
- żyła twarzowa,
- żyły gardłowe,
- żyła językowa,
- żyły tarczowe górne.